# Віктор Брак
Віктор Герман Брак (нім. Viktor Hermann Brack; 9 листопада 1904, Ахен — 2 червня 1948, Ландсберг-ам-Лех) — рейхсляйтер, Оберфюрер СС. Безпосередньо керував будівництвом таборів смерті на території Польщі, а також проведенням дослідів над людьми і нацистської акції евтаназії, більш відомої як «Програма умертвіння Т-4».

## Біографія
Віктор Брак народився 9 листопада 1904 року в родині лікаря. За освітою економіст, в 1928 році закінчив Мюнхенську Вищу технічну школу. Батько - лікар з Геттінгена, мати - поволжская німкеня з Саратова. У 1921 році сім'я переїжджає в Мюнхен. 1 грудня 1929 року набрав НСДАП (партійний квиток Nr. 173 388). У 1934 році одружився з Теа Обер. Батько чотирьох дітей.
У партії Брак швидко піднімався по кар'єрних сходах, завдяки дружбі з Генріхом Гіммлером, у якого деякий час служив шофером. Завдяки цьому з 1932 року Брак почав працювати в Мюнхенському центрі НСДАП, більш відомому як «Коричневий будинок». Він був заступником Ф.Боулера - начальника особистої канцелярії А. Гітлера. Після приходу Гітлера до влади переїхав до Берліна. Брак зробив стрімку кар'єру в СС.
У 1939 році, коли почалася сумнозвісна «Програма умертвіння Т-4», відповідальність за її проведення було покладено на професора Карла Брандта і Філіпа Боулера, який в свою чергу переклав ці обов'язки на Віктора Брака. Тим самим саме Віктор Брак фактично керував цією програмою в період з 1939 по 1945 роки. У роки війни Брак керував також знищенням і проведенням експериментів над євреями, в т. Н. «Акція Райнхард». Жертвами Акції Т4 стали близько 70 тисяч осіб, акції Райнхард близько 2 мільйонів чоловік.
У серпні 1942 року Брак залишає канцелярію фюрера і вступає в гірську дивізію СС «Принц Ойген» в якості унтерштурмфюрера. У листопаді 1944 року знову повертається до канцелярії фюрера.

### Роль в програмі евтаназії Т-4
Влітку 1939 Гітлер дав усний наказ своїй канцелярії підготувати проведення так званої акції Т-4 - масового вбивства душевнохворих і непрацездатних. Канцелярія фюрера вже на той момент мала досвід організації евтаназії дітей, які народилися з вадами розвитку.
Письмовий наказ Гітлера про проведення «милостивою смерті» датований 1 вересня 1939 года. Лист називає Карла Брандта і керівника імперської канцелярії Філіпа Боулера - відповідальними за евтаназію. Боулер передоручив виконання цього завдання Брака. Обидва прийшли до думки, що до цієї програми слід залучити більшу кількість психіатрів. Лікарі створили «систему експертизи», згідно з якою визначався вибір щодо кожного конкретного хворого. Брак особисто брав участь при пробних евтаназії. У січні 1940 року почалося широкомасштабне знищення хворих в газових камерах Бранденбурга і Графенега. 3 квітня 1940 року Брак у своїй промові заявляв, що від 30 до 40% з 300 000 душевнохворих у Третьому рейху асоціальні або «непотрібні суспільству» елементи. Незважаючи на секретність операції, акцію Т-4 не вдалося залишити в секреті, в зв'язку з чим вона була припинена. Під назвою «Sonderbehandlung 14f13 »акція Т-4 здійснювалася до кінця березня 1941 року в концтаборах. Віктор Брак був сполучною ланкою між Гіммлером і організаціями, які здійснювали евтаназію.

### Операція «Рейнхард»
24 серпня 1941 року здійснення акції Т-4 було призупинено за наказом Гітлера. Насправді знищення неповноцінних відбувалося шляхом передозування лікарських препаратів. Ця друга стадія евтаназії відома як «Операція Брандта».
По всій видимості близько 100 членів персоналу акції Т-4 брало участь влітку 1942 року в «операції Рейнхард» (знищення польських євреїв) в Польщі, яка проводилася схожими з акцією Т-4 методами.

### Досліди з рентгенівської стерилізації
Вже 28 березня 1941 року Брак передав Гіммлеру «Доповідь про експерименті рентгенівської кастрації». У цій записці Брак дійшов висновку, що невидимість рентгенівських променів дозволяє виробляти масову стерилізацію. У липні 1942 року Гіммлер дозволив проводити досліди по стерилізації в концтаборі Аушвіц. Восени 1942 року лікар Хорст Шуман, який раніше брав участь в акції Т-4, почав експерименти по рентгенстерілізаціі в жіночому таборі Біркенау.

### Нюрнберзький процес над лікарями
Нюрнберзький процес над лікарями проходив з 9 грудня 1946 до 20 серпня 1947 року. Віктор Герман Брак був одним з головних обвинувачених на ньому, так як безпосередньо керував проведенням акцій евтаназії і дослідів над людьми. Брак був звинувачений в особливій відповідальності і участі в злочинах. 20 серпня 1947 року Брак був визнаний винним у військових злочинах, злочинах проти людяності і участі в злочинних організаціях і засуджений до смерті. 2 червня 1948 він був повішений у в'язниці Ландсберг.

## Звання
- Штурмфюрер СС (1932)
- Штурмгауптфюрер СС (1933)
- Штурмбаннфюрер СС (1935)
- Оберштурмбаннфюрер СС (1936)
- Штандартенфюрер СС (1937)
- Оберфюрер СС (1940)

## Нагороди[10]
- Медаль За вислугу років в НСДАП в бронзі і сріблі (15 років)
- Золотий партійний знак НСДАП
- Кільце «Мертва голова»